# Xysticus argenteus
Xysticus argenteus là một loài nhện trong họ Thomisidae.
Loài này thuộc chi Xysticus. Xysticus argenteus được miêu tả năm 1966 bởi Jézéquel.